# Dasychira corticina
Dasychira corticina är en fjärilsart som beskrevs av Aurivillius 1925. Dasychira corticina ingår i släktet Dasychira och familjen tofsspinnare. Inga underarter finns listade i Catalogue of Life.